# الکس هرست (بازیکن فوتبال)
الکس هرست (انگلیسی: Alex Hurst؛ زادهٔ ۶ اکتبر ۱۹۹۹) بازیکن فوتبال اهل انگلستان است.
از باشگاه‌هایی که در آن بازی کرده‌است می‌توان به باشگاه فوتبال پورت ویل اشاره کرد.